# Fernanda Vogel
Fernanda Vogel Mesquita (Río de Janeiro, 1 de octubre de 1980-São Sebastião, 27 de julio de 2001) fue una modelo brasileña, que falleció debido al accidente del helicóptero del empresario João Paulo Diniz, su novio en ese momento, en la playa de Maresías, São Sebastião, en el norte del litoral del estado de São Paulo, en 2001.

## Carrera
Comenzó a trabajar como modelo a los ocho años. Se mudó a Itaboraí, donde a los 15 años, después de hacer un book con un fotógrafo local, firmó contrato con la agencia Ford Models y luego con la agencia Mega. Se hizo conocida por su papel en el comercial de chocolate Prestígio de Nestlé.

## Muerte
En la noche del 27 de julio de 2001, en la playa de Maresías, en São Sebastião, en el norte del litoral del estado de São Paulo, el helicóptero que transportaba a la modelo, su novio João Paulo Diniz, un piloto y un copiloto se estrelló en el mar. Sólo Diniz y el copiloto Luiz Eduardo sobrevivieron, teniendo que nadar más de 2 kilómetros hasta la playa. Posteriormente, tras varios días de búsqueda, el 3 de agosto de 2001 fue encontrado su cuerpo.